# بيتار كرستيتش (ملحن)
بيتار كرستيتش (بالصربية: Петар Крстић)‏ هو ملحن صربي، ولد في 18 فبراير 1877 في بلغراد في صربيا، وتوفي بنفس المكان في 21 يناير 1957.